# Philippe Frei
Philippe Frei est un homme politique français né le 28 décembre 1968 à Dijon.

## Biographie
En juillet 2023, il devient député, remplaçant Fadila Khattabi, qui est nommée ministre déléguée chargée des Personnes handicapées auprès de la ministre des Solidarités et des Familles. Il était auparavant cadre d’Enedis depuis une vingtaine d'années.